# Boisserolles
Boisserolles est une ancienne commune du centre-ouest de la France située dans le département des Deux-Sèvres en région Nouvelle-Aquitaine. Le 1er janvier 2018, Boisserolles est devenue une commune déléguée de la commune nouvelle Plaine-d'Argenson.

## Géographie
Boisserolles est une petite commune du sud des Deux-Sèvres limitrophe de la Charente-Maritime, située en bordure de la forêt de Chizé, ses chemins blancs, l'ancienneté de ses fermes et son emplacement lui ont dévolu une certaine tranquillité. Boisserolles ne vit que de l'agriculture et de ses fermes. Les villes les plus proches sont Beauvoir-sur-Niort et Niort.

### Communes limitrophes
|                          | Belleville                                 | Villiers-en-Bois                               |
| Saint-Étienne-la-Cigogne | Boisserolles                               | Le Vert                                        |
|                          | Villeneuve-la-Comtesse (Charente-Maritime) | Saint-Séverin-sur-Boutonne (Charente-Maritime) |

## Histoire
Sous l'Ancien régime, la paroisse porte le nom de Saint-Martin-d'Augé. Ce nom est repris lors de la création de la commune en 1789, et demeure jusqu'en 1928, date à laquelle la commune prend son actuel de Boisserolles, qui n'était auparavant qu'un hameau.

## Politique et administration
| Période    | Période   | Identité       | Étiquette | Qualité |
| ---------- | --------- | -------------- | --------- | ------- |
| avant 1981 | ?         | Clémence Enaud |           |         |
| mars 2001  | mars 2008 | René Sarrazin  |           | maire   |
| mars 2008  | En cours  | Adrien Proust  |           |         |

## Population et société

### Démographie
À partir du XXIe siècle, les recensements réels des communes de moins de 10 000 habitants ont lieu tous les 
L'évolution du nombre d'habitants est connue à travers les recensements de la population effectués dans la commune depuis 1793. Pour les communes de moins de 10 000 habitants, une enquête de recensement portant sur toute la population est réalisée tous les cinq ans, les populations de référence des années intermédiaires étant quant à elles estimées par interpolation ou extrapolation. Pour la commune, le premier recensement exhaustif entrant dans le cadre du nouveau dispositif a été réalisé en 2005.

En 2015, la commune comptait 52 habitants, en évolution de −8,77 % par rapport à 2009 (Deux-Sèvres : +0,18 %, France hors Mayotte : +2,11 %).
| 1793 | 1800 | 1806 | 1821 | 1831 | 1836 | 1841 | 1846 | 1851 |
| ---- | ---- | ---- | ---- | ---- | ---- | ---- | ---- | ---- |
| 144  | 128  | 153  | 135  | 137  | 117  | 123  | 137  | 134  |

| 1856 | 1861 | 1866 | 1872 | 1876 | 1881 | 1886 | 1891 | 1896 |
| ---- | ---- | ---- | ---- | ---- | ---- | ---- | ---- | ---- |
| 118  | 105  | 129  | 127  | 141  | 139  | 125  | 102  | 107  |

| 1901 | 1906 | 1911 | 1921 | 1926 | 1931 | 1936 | 1946 | 1954 |
| ---- | ---- | ---- | ---- | ---- | ---- | ---- | ---- | ---- |
| 112  | 110  | 113  | 101  | 98   | 121  | 116  | 119  | 94   |

| 1962 | 1968 | 1975 | 1982 | 1990 | 1999 | 2005 | 2006 | 2010 |
| ---- | ---- | ---- | ---- | ---- | ---- | ---- | ---- | ---- |
| 90   | 84   | 59   | 71   | 73   | 66   | 51   | 50   | 62   |

| 2015 | - | - | - | - | - | - | - | - |
| ---- | - | - | - | - | - | - | - | - |
| 52   | - | - | - | - | - | - | - | - |